# Ulriksdalskonferensen

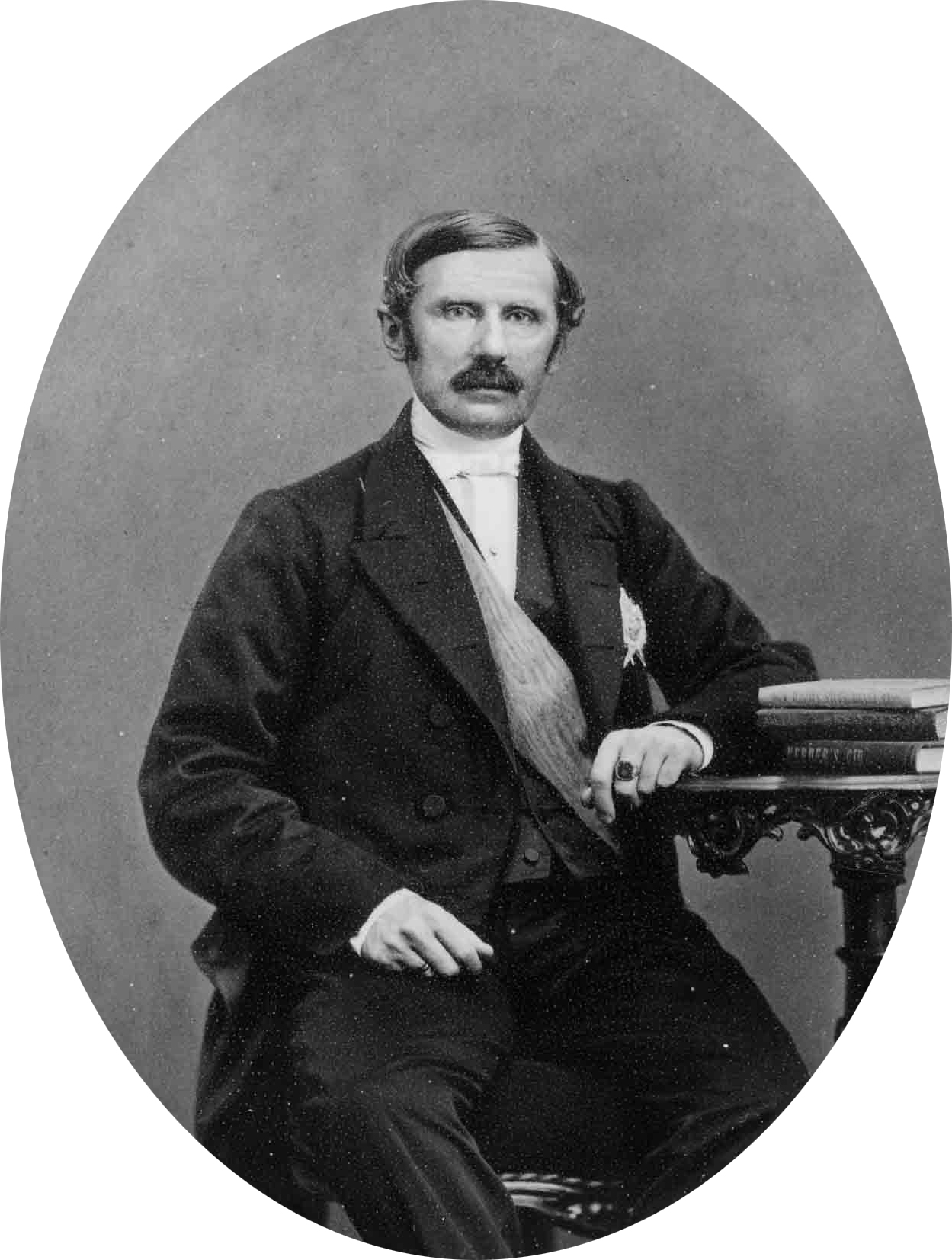
Finansminister J.A. Gripenstedt var en av dem som vid Ulriksdalskonferensen stoppade Karl XV:s planer.

Ulriksdalskonferensen var en svensk-norsk regeringskonferens som hölls 8 september 1863 på Ulriksdals slott strax norr om Stockholm med anledning av förestående konflikt mellan Danmark och ett antal tyska stater rörande Schleswig-Holstein.
Vid Ulriksdalskonferensen lyckades den svenske finansministern Johan August Gripenstedt, justitiestatsministern Louis De Geer och Norges statsminister i Stockholm Georg Sibbern avstyra det svensk-norska stödet genom att ställa sådana krav inför en svensk-norsk insats att denna i praktiken blev omöjlig.

## Bakgrund
Påverkad av tidens skandinavism och mot bakgrund av schleswig-holsteinska kriget 1848–1851 hade kung Karl XV vid Skodsborgsmötet 22 juli 1863 på eget bevåg lovat kung Fredrik VII av Danmark svensk-norskt stöd i händelse av ett nytt krig med Preussen, och hade rentav utlovat att sända 20 000 man som förstärkning till befästningslinjen Dannevirke.
Även om kungen hade stöd hos Sveriges sändebud till Köpenhamn, Henning Hamilton, utgjorde detta ett överskridande av kungens befogenheter, och dessutom befann sig den svenska armén vid denna tid i ett mycket dåligt skick, samtidigt som Preussen med fog ansågs vara en militärmakt i uppgående. 
Den svenska ministären hade i augusti fått kännedom om att det bedrevs underhandlingar om förbund med Danmark. Ministern Johan August Gripenstedt, som då hade sommarledighet, blev dock inte invigd i saken förrän den 2 september, strax efter sin återkomst till Stockholm. Han grep nu in och arbetade intensivt på att omintetgöra traktaten eller åtminstone göra den ofarlig. Han lyckas att i det syftet få till stånd en överläggning med kung Karl, finansministern Johan August Gripenstedt, justitiestatsministern Louis De Geer, Norges statsminister i Stockholm Georg Sibbern samt Henning Hamilton.

## Mötet
Kungen hade bjudit dit deltagarna på middag, och efter dess slut vidtog överläggningarna, vilka slutade först mellan klockan 22 och 23 på kvällen. Det blev ett skarpt och långvarigt meningsutbyte mellan kungen och Gripenstedt, som var den skickligaste debattören bland statsråden. Gripenstedt förklarade att ifall kungen vidhöll sitt beslut så skulle han tvingas han lämna sin statsrådsplats. Gripenstedt framhöll gång på gång vådorna av en väpnad inblandning i Danmarks mellanhavanden med Tyskland, inte endast för Sverige utan också för kungen själv. Han drog sig inte ens för att erinra om Gustav IV Adolfs öde.
Efter en stund framkastade Gripenstedt frågan: "Vad säga våra allierade, vad säga västmakterna om Ers Maj:ts beslut?" Kungen svarade: "Vad bryr jag mig om västmakterna! Vi sköta oss själva utan att behöva rådfråga västmakterna." Då vände sig Gripenstedt till Manderström och frågade: "Ha icke västmakterna fått del av vad vi ämna göra? Ha de icke blivit rådfrågade? Äro de okunniga om Hans Maj:ts beslut?" Manderström gav ett jakande svar på den sista frågan. "Är detta förhållandet", fortsatte Gripenstedt med höjd röst, "så ser jag mig ännu mer föranlåten att yrka på, att hela saken får vila, åtminstone till dess vi inhämtat franska och engelska kabinettens åsikt."  Kungen såg nu frågande på Manderström, som utlät sig något svävande men slutade med att han inte kunde annat än instämma med Gripenstedt. Och något annat kunde inte heller Hamilton, då kungen vände sig till honom för att få höra hans mening.

## Resultat
Resultatet av överläggningarna blev att man beslöt underrätta västmakterna om vad som inträffat och inhämta deras åsikt innan man tog något vidare steg i underhandlingarna med Danmark. Den egentliga reträtten gjorde svenska och norska regeringen först senare på året, när det blev tydligt att västmakterna sinsemellan var oense och att Danmark inte hade någon hjälp att hoppas på från det hållet, medan däremot Preussen, Österrike och Ryssland stod eniga.
Den danska saken hade dock många förespråkare i den svenska befolkningen, och vissa var missnöjda med regeringens beslut. Ett antal hundra svenskar, inklusive ett antal tjänstlediga officerare, tjänstgjorde som frivilliga i Danmark året efter. När det stod klart att Danmark genom dansk-tyska kriget 1864 förlorade Slesvig fick De Geer fönsterrutor krossade i sitt hem. Å andra sidan visade händelseutvecklingen under återstoden av 1863 och under 1864 hur farligt löftet om militärt stöd till Danmark hade kunnat bli, och Henning Hamilton fick därför avgå som Sveriges minister till Köpenhamn.